# Mediji
Sredstva društvenog priopćavanja odnosno mediji, također i priopćajnice je složen pojam koji označava sustave javnog informiranja, koji služe za raspršivanje (diseminaciju) vijesti i audio-vizualnih sadržaja u svrhu informiranja, obrazovanja i zabave najširih slojeva stanovništva. 
Prema Zakonu o medijima iz 2003. godine, mediji su: novine i drugi tisak, radijski i televizijski programi, programi novinskih agencija, elektroničke publikacije, teletekst i ostali oblici dnevnog ili periodičnog objavljivanja urednički oblikovanih programskih sadržaja prijenosom zapisa, glasa, zvuka ili slike. Mediji nisu knjige, udžbenici, bilteni, katalozi ili drugi nositelji objavljivanja informacija koji su namijenjeni isključivo obrazovnom, znanstvenom i kulturnom procesu, oglašavanju, poslovnoj komunikaciji, unutarnjem radu trgovačkih društava, zavoda i ustanova, udruga, političkih stranaka, vjerskih i ostalih organizacija, školska glasila, Narodne novine Republike Hrvatske, službena glasila jedinica lokalne i područne (regionalne) samouprave i ostala službena priopćenja, plakati, letci, prospekti i transparenti, te video stranice bez „žive slike” i druge besplatne obavijesti, osim ako Zakonom nije drukčije propisano. 
Prve novine u Hrvatskoj, Ephemerides Zagrabienses, tiskane su u Zagrebu 1771. na latinskom jeziku, a prve novine na hrvatskom, Kraljski Dalmatin, pokrenute su 1806. u Zadru (istodobno su izlazile i na talijanskom).

## Pojam
Pod medijem kao elementom komunikacije treba podrazumijevati svako sredstvo čijim se djelovanjem ostvaruje komuniciranje, čije su pretpostavke, motivi, sadržaj, efekti i posljedice u manjoj ili većoj mjeri određeni samim medijem.

## Vrste medija
Najšira podjela je prema načinu distribucije:
- Tiskani mediji (tiskovine) jesu novine i druga povremena izdanja koja izlaze u razmacima od najviše šest mjeseci, a u nakladi većoj od 500 primjeraka. Tiskano djelo koje izlazi povremeno u nakladi manjoj od 500 primjeraka smatra se tiskom ako je namijenjeno raspačavanju.[2]
- Elektronički mediji (televizija, radio i mrežni portali)

## Utjecaj na društvo
Mediji imaju velik utjecaj u društvu, uvelike služe povezivanju svijeta. Razvitkom tehnologije lakše i brže prenose vijesti diljem Zemlje, a u budućnosti, čak i dalje, te na taj način omogućavaju lakši pristup željenim informacijama. Svi imaju pravo na informacije i slobodu govora što je od iznimne važnosti. No, često mediji imaju i negativan utjecaj na društvo, posebice na djecu, koja su izložena neprimjerenim sadržajima te to uvelike utječe na njihov razvoj i ponašanje. Posljednjih godina sve češća je ovisnost o televiziji, što rezultira prekomjernim gledanjem televizije.

## Mediji u Hrvatskoj
- Hrvatske televizijske postaje
- Hrvatske radio postaje
- Hrvatski tisak
- Hrvatski internetski portali